# Diana Jorgovová
Diana Jorgovová ( * 9. prosince 1942) je bývalá bulharská atletka, halová mistryně Evropy ve skoku do dálky.

## Sportovní kariéra
Na olympiádě v Tokiu v roce 1964 obsadila v soutěži dálkařek šesté místo. Úspěšnější byla o osm let později v Mnichově, kde osobním rekordem 677 cm vybojovala stříbrnou medaili. V následující sezóně se stala halovou mistryní Evropy v skoku do dálky ve svém nejlepším halovém výkonu 645 cm.